# Michael Rawson
Michael Rawson   (Birmingham, 26 de maig de 1934 - Birmingham, 26 d'octubre de 2000) fou un atleta anglès, especialista en els curses de mig fons, que va competir durant la dècada de 1950.
El 1956 va prendre part en els Jocs Olímpics d'Estiu de Melbourne, on quedà eliminat en semifinals en els 800 metres del programa d'atletisme.
En el seu palmarès destaquen una medalla d'or al Campionat d'Europa d'atletisme de 1958, i una de bronze als Jocs de l'Imperi Britànic i de la Comunitat de 1958.

## Millors marques
- 800 metres. 1' 47.0" (1958)[1][4]